# Inline-Speedskating-Europameisterschaften 1989
Die Europameisterschaften wurden auf der  portugiesischen Azoreninsel Pico ausgetragen. Die Bahn-Wettkämpfe fanden vom 13. bis 15. August und die Straßen-Wettkämpfe vom 17. bis 19. August 1989 statt.

## Frauen
| Distanz             | Gold                                                     | Silber                                                  | Bronze                                                       |
| Bahn                | Bahn                                                     | Bahn                                                    | Bahn                                                         |
| ------------------- | -------------------------------------------------------- | ------------------------------------------------------- | ------------------------------------------------------------ |
| 300 m Einzelsprint  | Luana Pilia                                              | Mathea Daniela Cappiello                                | Nadia Meerkens                                               |
| 500 m Sprint        | Mathea Daniela Cappiello                                 | Luana Pilia                                             | Barbara Fischer                                              |
| 1000 m Sprint       | Luana Pilia                                              | Anne-Francoise Leveufre                                 | Barbara Fischer                                              |
| 3000 m Massenstart  | Francesca Monteverde                                     | Arantza Arbeloa                                         | Antonella Mauri                                              |
| 5000 m Massenstart  | Arantza Arbeloa                                          | Maria Tereza Garcia                                     | Luana Pilia                                                  |
| 5000 m Ausscheidung | Antonella Mauri                                          | Luana Pilia                                             | Eva Sanchez                                                  |
| 5000 m Staffel      | Italien Luana Pilia Francesca Monteverde Antonella Mauri | Spanien Eva Sanchez Arantza Arbeloa Maria Tereza Garcia | Belgien Hilde Pinnoy Els Pinnoy Ann van Hoornweder           |
| Straße              |                                                          |                                                         |                                                              |
| 300 m Einzelsprint  | Luana Pilia                                              | Barbara Fischer                                         | Anne-Francoise Leveufre                                      |
| 500 m Sprint        | Luana Pilia                                              | Felisa Bote                                             | Anne Titze                                                   |
| 1500 m Sprint       | Patrizia Biagini                                         | Eva Sanchez                                             | Luana Pilia                                                  |
| 3000 m Massenstart  | Eva Sanchez                                              | Luana Pilia                                             | Maria Tereza Garcia                                          |
| 5000 m Massenstart  | Luana Pilia                                              | Arantza Arbeloa                                         | Eva Sanchez                                                  |
| 5000 m Ausscheidung | Patrizia Biagini                                         | Arantza Arbeloa                                         | Maria Tereza Garcia                                          |
| 5000 m Staffel      | Deutschland Anne Titze Petra Raiß Barbara Fischer        | Italien Patrizia Biagini Paola Biacentini Mirka Secato  | Frankreich Sophie Urien Anne-Francoise Leveufre Karine Urvoy |

## Männer
| Distanz              | Gold                                                | Silber                                                  | Bronze                                                        |
| Bahn                 | Bahn                                                | Bahn                                                    | Bahn                                                          |
| -------------------- | --------------------------------------------------- | ------------------------------------------------------- | ------------------------------------------------------------- |
| 300 m Einzelsprint   | Luca Antoniel                                       | Tommaso Rossi                                           | Xavier Geenens                                                |
| 500 m Sprint         | Luca Antoniel                                       | Luis Felipe Saenz                                       | Philippe Riolet                                               |
| 1500 m Sprint        | Wilmer Paloschi                                     | Luca Antoniel                                           | Xavier Geenens                                                |
| 5000 m Massenstart   | Tommaso Rossi                                       | Luis Felipe Saenz                                       | Philippe Poirier                                              |
| 10000 m Massenstart  | Marco Giannini                                      | Luis Felipe Saenz                                       | Danny Bauwens                                                 |
| 10000 m Ausscheidung | Marco Giannini                                      | Giorgio Perego                                          | Philippe Boulard                                              |
| 10000 m Staffel      | Italien Giorgio Perego Luca Antoniel Marco Giannini | Belgien Danny Bauwens Xavier Geenens Danny van de Perre | Frankreich Philippe Boulard Pascal Gravouil Philippe Poirier  |
| Straße               |                                                     |                                                         |                                                               |
| 300 m Einzelsprint   | Luca Antoniel                                       | Luca Bagnolini                                          | Xavier Geenens                                                |
| 500 m Sprint         | Luca Bagnolini                                      | Luca Antoniel                                           | Nico Briffaerts                                               |
| 1500 m Sprint        | Giuseppe de Persio                                  | Xavier Geenens                                          | Olivier Babonneau                                             |
| 5000 m Massenstart   | Pascal Gravouil                                     | Sergio Ugarte                                           | Danny Bauwens                                                 |
| 10000 m Massenstart  | Filippo de Riu                                      | Danny Bauwens                                           | Olivier Babonneau                                             |
| 10000 m Ausscheidung | Pascal Gravouil                                     | Olivier Babonneau                                       | Danny Bauwens                                                 |
| 10000 m Staffel      | Deutschland Harald Hertrich Ingo Dleyl Roland Klöß  | Italien Giuseppe de Persio Albano Lenzi Luca Antoniel   | Frankreich Pascal Gravouil Olivier Babonneau Philippe Boulard |